# Ulan
Ulan (din poloneză ułani) se referă la un tip de cavalerie ușoară folosit de către forțele armate ale puterilor europeene în secolul al XIX-lea. Arma principală a ulanilor este lancea. 